# Воля-Лобудзька
Воля-Лобудзька (пол. Wola Łobudzka) — село в Польщі, у гміні Шадек Здунськовольського повіту Лодзинського воєводства.
Населення — 117 осіб (2011).
У 1975-1998 роках село належало до Серадзького воєводства.

## Демографія
Демографічна структура станом на 31 березня 2011 року:
|          | Загалом | Допрацездатний вік | Працездатний вік | Постпрацездатний вік |
| -------- | ------- | ------------------ | ---------------- | -------------------- |
| Чоловіки | 59      | 15                 | 36               | 8                    |
| Жінки    | 58      | 10                 | 27               | 21                   |
| Разом    | 117     | 25                 | 63               | 29                   |